# Labeuvrière
 Labeuvrière  es una población y comuna francesa, situada en la región de Norte-Paso de Calais, departamento de Paso de Calais, en el distrito de Béthune y cantón de Béthune-Sud.

## Demografía
| 2049 | 1953 | 1702 | 1714 | 1702 | 1710 |
| Para los censos de 1962 a 1999 la población legal corresponde a la población sin duplicidades (Fuente: INSEE [Consultar]) |      |      |      |      |      |